# Monster (album)
Monster je studijski album ameriškega jazzovskega pianista Herbieja Hancocka, ki je izšel leta 1980 pri založbi Columbia Records. Skladba »Stars in Your Eyes« je izšla kot podaljšan 12" singel.

## Ozadje
Po vrnitvi z Japonskega jeseni 1979 je Hancock začel priprave na naslednji studijski album. Potem ko je skiciral prve ideje v domačem studiu in zbral Rubinsona, Jeffreyja Cohena in gostujoče glasbenike, se je snemanje začelo novembra.
Album predstavlja mešanico nalezljivih disco-funk skladb z latin percussionom (»Saturday Night«), gladko počasnejšo »Making Love« in celo jasne rock skladbe, pri katerih Hancock s svojim Clavitarjem posnema zvok distorziranih kitar (»It All Comes Round«).

## Seznam skladb
| Št. | Naslov                | Pisec                                                    | Dolžina |
| --- | --------------------- | -------------------------------------------------------- | ------- |
| 1.  | „Saturday Night‟      | Jeffrey Cohen, Herbie Hancock, David Rubinson            | 7:13    |
| 2.  | „Stars in Your Eyes‟  | Lisa Capuano, Gavin Christopher, Hancock, Ray Parker Jr. | 7:05    |
| 3.  | „Go for It‟           | Cohen, Hancock, Alphonse Mouzon, Rubinson                | 7:35    |
| 4.  | „Don't Hold It In‟    | Cohen, Melvin Ragin                                      | 8:02    |
| 5.  | „Making Love‟         | Hancock, Mouzon                                          | 6:23    |
| 6.  | „It All Comes Around‟ | Cohen, Ragin, Rubinson                                   | 5:49    |

## Osebje

### Glasbeniki
- Herbie Hancock – sintetizator, akustični klavir, klaviature, vokal, clavinet, Minimoog, Oberheim 8 Voice, Prophet 5, clavitar
- Carlos Santana – kitara (1)
- Randy Hansen – kitara (6)
- Wah Wah Watson – kitara
- Freddie Washington – bas
- Alphonse Mouzon – bobni, sintetizator (3), klaviature
- Sheila Escovedo – tolkala
- Gavin Christopher – solo vokal (2, 4)
- Greg Walker – solo vokal (1, 5)
- Oren Waters – solo vokal (3)
- Bill Champlin – spremljevalni vokal, solo vokal (6)
- Julia Tillman Waters – spremljevalni vokal
- Luther Waters – spremljevalni vokal
- Oren Waters – spremljevalni vokal
- Maxine Willard Waters – spremljevalni vokal

### Produkcija
- Producent: Herbie Hancock, David Rubinson
- Inženiring in miks: Fred Catero, David Rubinson